# Регис, Иоганн Готлоб
Иоганн Готлоб Регис (нем. Johann Gottlob Regis; 23 апреля 1791 — 29 августа 1854) — немецкий переводчик и поэт.
Сын проповедника церкви Святого Николая в Лейпциге. Там же учился в школе, затем продолжил образование в известной монастырской школе в Рослебене, и в 1809—1812 гг. изучал право в Лейпцигском университете. С 1816 г. работал в Халле корректором, затем в 1825 г. перебрался в Бреслау, где посвятил себя полностью литературному труду; желание Региса сделать преподавательскую карьеру или получить место библиотекаря не сбылось. В 1841 году король Пруссии Фридрих Вильгельм IV пожаловал ему пенсию, годом позже Регис получил докторскую степень honoris causa от Университета Бреслау.
Оригинальные стихи Региса не вызвали особенного внимания. Как переводчик он дебютировал в 1821 году трагедией Шекспира «Тимон Афинский», затем перевёл ряд сонетов Шекспира, роман Франсуа Рабле «Гаргантюа и Пантагрюэль» (1832), трактат Никколо Маккиавелли «Князь» и избранные стихотворения Микеланджело Буонаротти (1842). Последней работой Региса стали посмертно опубликованные переводы из Греческой антологии.